# McDonald (Oregon)
McDonald az Amerikai Egyesült Államok északnyugati részén, Oregon állam Sherman megyéjében, a John Day folyó mentén elhelyezkedő önkormányzat nélküli település.
Az 1904. március 15-e és 1922. október 14-e között működő posta első vezetője William G. McDonald volt.

## Fordítás
- Ez a szócikk részben vagy egészben  a   McDonald, Oregon című angol Wikipédia-szócikk ezen változatának fordításán alapul.  Az eredeti cikk szerkesztőit annak laptörténete sorolja fel. Ez a jelzés csupán a megfogalmazás eredetét és a szerzői jogokat jelzi, nem szolgál a cikkben szereplő információk forrásmegjelöléseként.